# Juan Prim

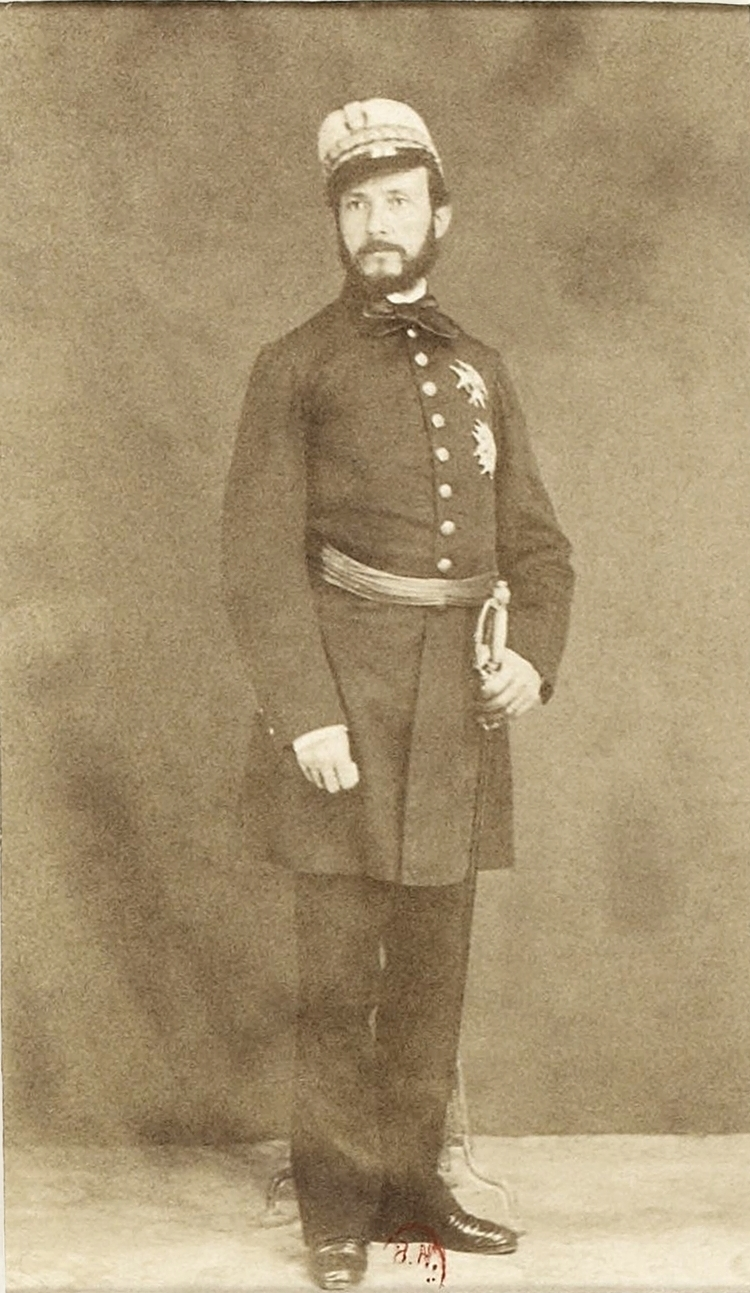
Juan Prim y Prats

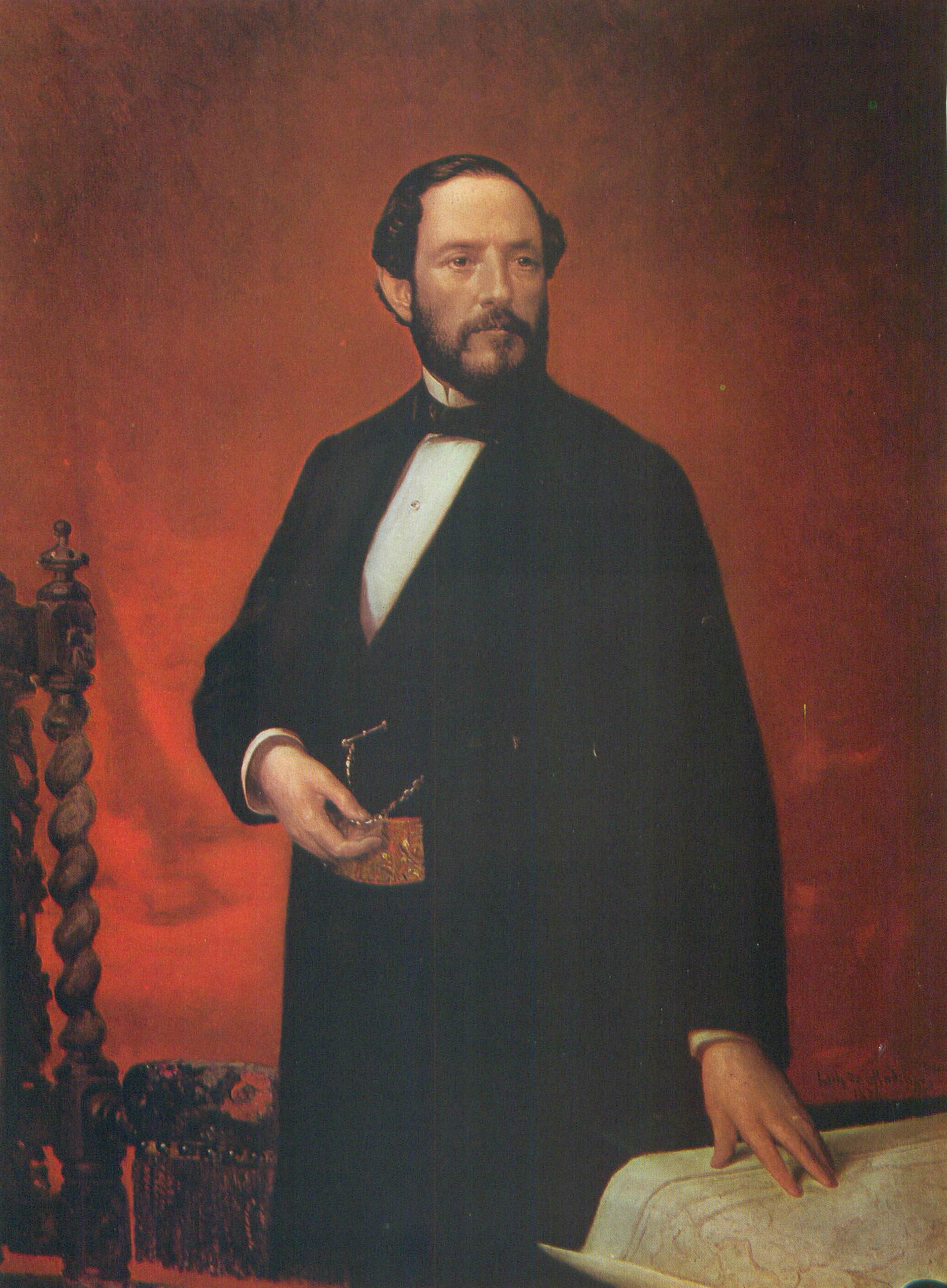
Juan Prim, portret geschilderd in 1870.

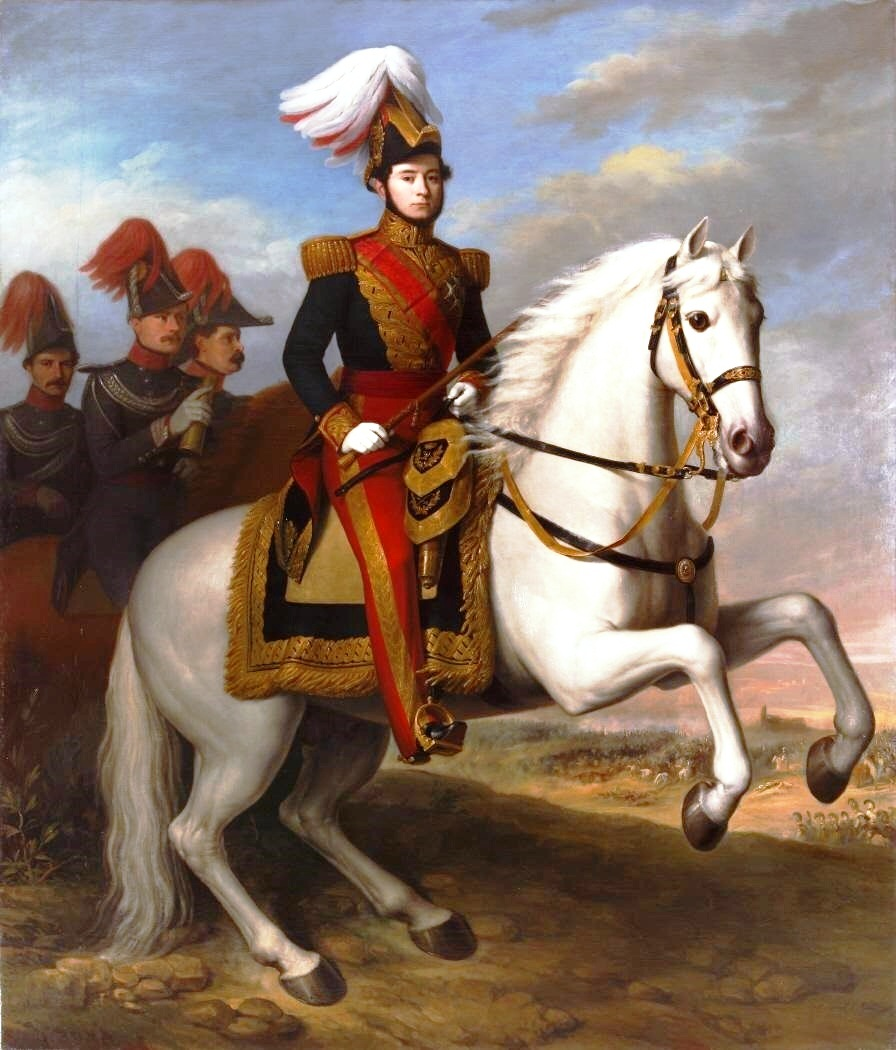
Juan Prim y Prats, graaf van Reus

Juan Prim y Prats, Marqués de los Castillejos, Conde de Reus of in het Catalaans Joan Prim i Prats, Marquès dels Castillejos, Comte de Reus (Reus, 12 december 1814 – Madrid, 30 december 1870) was een Spaans edelman, politicus en generaal.

## Levensloop

### Herkomst en carrière tot 1840
Zijn vader Pablo was kolonel-luitenant in het Spaanse leger die na zijn militaire loopbaan notaris werd, het beroep dat Prims grootvader ook uitoefende in de stad Reus.
In 1834 sloot Juan Prim zich na zijn schoolopleiding aan bij het vrijwilligersleger dat ging meevechten in de Eerste Carlistenoorlog. Dit vrijwilligersleger vocht namens regentes Maria Christina, de weduwe van koning Ferdinand VII die regeerde in naam van haar toen nog minderjarige dochter Isabella II.
In de volgende zeven oorlogsjaren vocht hij dapper mee met de militaire acties die vaak een zege opleverden voor de anticarlistische troepen, hoewel zijn paard onder hem vaak doodgeschoten werd en hij meermaals gewond raakte. Tijdens deze oorlog werd hij na een aantal zegerijke acties bevorderd tot kapitein. Na de inname van Sant Miquel de Taradella ontving hij eveneens het Kruis van de Heilige Ferdinand Eerste Klasse en later werd hij bevorderd tot kolonel. In 1840 was hij voor zijn aanhangers een symbool van moed en militair succes.

### Regering vanBaldomero Espartero(1840-1843)
Na de liberale putsch van La Granja in 1840, waarbij regentes Maria Christina afgezet werd, werden de spanningen tussen de gematigden en de progressisten onder leiding van José María Calatrava en Juan Álvarez Mendizábal groter. De progressisten stelden generaal Baldomero Espartero aan tot de nieuwe regent van Spanje. Toen Prim in 1841 verkozen werd tot afgevaardigde in de Cortes Generales, sloot hij zich aan bij de progressisten.
Rond die tijd liep Prim ook het risico dat zijn militaire rangen niet erkend zouden worden omdat hij deze behaald had als lid van een vrijwilligerseenheid die na de Eerste Carlistenoorlog ontbonden was. In tegenstelling tot vele van zijn medestrijders werd Prim echter wel als kolonel in het officiële leger opgenomen. Door Espartero werd Prim eveneens aangesteld tot onderinspecteur van de karabijnen in Andalusië. In deze functie kon Prim verhinderen dat conservatieve troepen onder bevel van Ramón María Narváez y Campos, die de vroegere regentes Maria Christina in haar macht wilden herstellen, via Gibraltar Spanje konden binnendringen.
Toch verzuurde de relatie met Espartero. Prim beschuldigde hem ervan dat hij door zijn vrijhandelspolitiek, met name door de aan de Britse textiel verleende importvrijheden, schade berokkende aan de Catalaanse textielindustrie. Espartero zou op die manier Catalonië meer ondergeschikt willen maken aan de centrale regering. In 1843 brak er in Barcelona een opstand uit tegen de handelspolitiek van Espartero, die de economische situatie had doen verslechteren. De opstand werd onderdrukt. Prim ondersteunde aanvankelijk de onderdrukking, maar keerde zich tegen Espartero toen deze de stad vanaf de berg Montjuïc wou bombarderen.
Al snel ontstonden in Madrid politieke intriges. In 1843 waren er militaire opstanden, gericht tegen de regering van Espartero, in Málaga, Granada en Almería. In Reus kwamen Prim en Lorenzo Milans del Bosch eveneens in verzet. Barcelona en Catalonië volgden. In Barcelona werd de opstand onderdrukt door generaal Martín Zurbano. Vervolgens was Zurbano van plan om de opstanden in Tarragona en in Reus te onderdrukken. Toen Prim naar Barcelona wilde gaan, leidde dat tot protesten in Reus omdat de inwoners vreesden dat ze zonder de verdediging van Prim weerloos tegen generaal Zurbano zouden zijn. Prims plan was om Zurbano in Barcelona tegen te houden om daarna, desnoods via een bloederige inval, Reus in te nemen.
In Barcelona ontmoette Prim in het geheim een vertegenwoordiger van de conservatieve generaals Leopoldo O'Donnell en Ramón Narváez, die toen in ballingschap leefden in Parijs. Prim verbood beide generaals om via Barcelona op te trekken naar Madrid, omdat hij als eerste in die stad wilde zijn. Uiteindelijk trokken O'Donnell en Narváez via Valencia naar Madrid. Vervolgens brachten de drie gezamenlijk, zonder al te grote weerstand, regent Espartero ten val, waardoor die naar het Verenigd Koninkrijk moest vluchten. Narváez nam daarop de regering over. Kort nadien werd de 13-jarige koningin Isabella II volwassenen verklaard, waardoor er geen regent of regentes meer nodig was. Met Narváez begon er een lange periode waarbij de gematigden aan de macht waren.

### De gematigde periode (1843-1854)
Door minister van Oorlog Francisco Serrano y Domínguez werd Prim benoemd tot gouverneur en commandant-generaal van Barcelona en kreeg hij de bevoegdheid om er een opstand van radicale revolutionairen te bekampen. Nadat hij de opstand succesvol neersloeg en de vrede in Barcelona terugkeerde, werd Prim in de erfelijke adelstand verheven als graaf van Reus en burggraaf van El Bruch. Vervolgens keerde hij terug naar Madrid en werd hij door de regering benoemd tot de militaire commandant van Ceuta. Dit weigerde hij echter, trok zich terug uit de militaire dienst en verliet Spanje tijdelijk. Bij zijn terugkeer eind oktober 1844 werd hij ervan beschuldigd samengezworen te hebben tegen Narváez en dat hij een moordaanslag op hem gepland zou hebben. Hij werd ondanks een gebrek aan bewijs aangeklaagd en veroordeeld tot een celstraf van zes jaar, maar kreeg in 1845 genade en in 1847 amnestie. Vervolgens vertrok Prim naar het buitenland.
In 1847 werd Prim door minister van Oorlog Fernando Fernández de Córdova, een persoonlijke vriend van Prim, benoemd tot kapitein-generaal op het eiland Puerto Rico. Door zijn harde politiek was hij er echter niet erg geliefd, hij liet onder andere een guerrillastrijder doodschieten nadat die zijn voorwaarden na zijn eerste gevangenschap schond door het paard van Prim te stelen. Ook sloeg hij opstanden op de eilanden Saint Croix, toen een Spaanse kolonie en Saint Thomas, in die tijd een Deense kolonie, neer. Voor deze laatste actie werd hij toegelaten tot de Orde van de Dannebrog. In 1848 werd hij ontslagen als kapitein-generaal.
Vervolgens stelde Prim zich kandidaat voor de Cortes Generales en werd verkozen. Als vertegenwoordiger van de progressisten gold hij voor de gematigde regering als een van de vervelendste oppositieleiders in het Congres van Afgevaardigden. Om te vermijden dat Prim zich bij de verkiezingen van 1851 zich zou laten herkiezen, wilde de regering hem in 1851 opnieuw het kapitein-generaalschap van Puerto Rico aanbieden. Hij aanvaardde het en trok zijn kandidatuur bij de verkiezingen in. Al gauw bleek dat de regering Prim bedrogen had en na de afloop van de verkiezingen werd hij ontslagen als kapitein-generaal van Puerto Rico, waardoor hij nu geen ambt of functie meer had. Een progressistisch Kamerlid bood echter zijn parlementszetel aan Juan Prim aan die hij dan ook aanvaardde. Na zijn onderdrukking van de opstand in Barcelona bijna tien jaar eerder, was hij echter niet zo geliefd meer bij de Spaanse bevolking. Hij won echter aan populariteit door in het parlement voor de burgerlijke vrijheden te ijveren en de belangen van Catalonië te verdedigen.
In 1852 ontbond de regering van Juan Bravo Murillo de Cortes en regeerde vanaf dan per decreet. Om een eventuele putsch te voorkomen werd Prim voor de zekerheid naar Frankrijk uitgewezen. De regering van Bravo Murillo werd echter algauw ontslagen door de koningin, maar toch durfde Prim pas terug te keren naar Spanje vijf dagen voor de nieuwe verkiezingen en om zich bij die verkiezingen kandidaat te stellen. Hij slaagde erin om verkozen te worden en nam zijn rol als oppositieleider weer op. Na de ontbinding van het parlement in 1853 keerde hij echter terug naar Frankrijk totdat hij eind 1853, bij het begin van de Krimoorlog, benoemd werd tot de Spaanse militaire commissaris in Turkije. Hij nam er deel aan militaire operaties van het Donauleger tegen Rusland en was onder andere strategisch raadgever van de artillerie bij verschillende offensieven. De Turkse sultan liet hem toe tot de Orde van Mejidie. In 1854 verliet Prim de gevechten in de Krimoorlog nadat de gematigden in Spanje de macht verloren en keerde terug naar zijn vaderland.

### In Marokko en Mexico (1854-1862)
Intussen hadden in Spanje de progressisten Leopoldo O'Donnell en Baldomero Espartero afgesproken om samen de macht te delen. Geen van beiden was echter bereid om de hulp van Prim te gebruiken toen die op 8 november 1854 opnieuw verkozen werd in de Cortes. In die periode begon hij zich te wenden tot de belangen van de democratie-georiënteerde krachten van republikeinen en socialisten, waardoor hij langzaam begon te vervreemden van de ideeën van de Progressistische Partij, waarvan hij nog steeds lid was. In het parlement oefende hij nog weinig invloed uit en na een tijd trok hij zich terug. Vervolgens werd hij kapitein-generaal van de provincie Granada en kreeg de belangrijke opdracht om de stad Melilla uit de handen te houden van Berberse troepen. Hij haalde eveneens bij een veldslag een belangrijke zege tegen de Berberse troepen. Als beloning hiervoor werd hij in 1856 bevorderd tot luitenant-generaal en tot generaal van de infanterie. Toen echter het regeringsgeweld van Espartero en O'Donnell toenam, nam hij in 1856 ontslag als kapitein-generaal. Kort nadien nam de gematigde Narváez de macht weer over.
Prim begon de politiek van de regering-Narváez te bekritiseren en werd vervolgens zogezegd wegens een gebrek aan militaire eer in de gevangenis opgesloten. Zijn militair proces werd echter zodanig lang uitgerekt om te vermijden dat Prim na de volgende verkiezingen opnieuw in het parlement zou kunnen zetelen. Kort voor die verkiezingen werd hij veroordeeld tot een celstraf van zes maanden, die hij in Alicante moest uitzitten. Zijn straf werd echter al snel omgezet in verbanning. Ondanks zijn onmogelijkheid tot zetelen werd Prim toch verkozen in de Cortes. Prim vestigde zich in het Franse Vichy.
De regering Narváez kwam echter in 1857 ten val en in 1858 werd O'Donnell opnieuw premier. Daarna keerde Prim terug naar Spanje en trad toe tot de Liberale Unie, die O'Donnell pas had opgericht. Kort nadien verliet hij de Progressistische Partij.
In 1858 brak in de vroegere Spaanse kolonie Mexico de Hervormingsoorlog uit en nadat er in Mexico ook Spanjaarden vermoord werden, was er in Spanje discussie of ze Mexico de oorlog zouden verklaren. Prim was tegen een oorlogsverklaring. Hij werd er nu van beschuldigd dat hij een aanhanger van Mexico was, omdat hij getrouwd was bij een Mexicaanse die verwant was met een minister in de liberale regering van Benito Juárez.
Premier O'Donnell begon ook aandacht te krijgen voor de toestand van Marokko, die van plan was om de Spaanse enclave Ceuta aan te vallen. Ook heerste er een binnenlandse crisis in het land. Hoewel Marokko bereid was om compromissen met Spanje te sluiten, verklaarde O'Donnell in 1859 toch de oorlog aan Marokko. Prim werd de commandant van een reservedivisie die opgesteld werd in Antequera, waarna hij samen met zijn eenheid en Catalaanse vrijwilligers naar Ceuta trok. Hij vocht mee met verschillende succesvolle veldslagen en kon er zich onderscheiden. Toen op 26 april 1860 de vrede getekend werd tussen Spanje en Marokko, keerde hij terug naar zijn vaderland. In Catalonië werden ererecepties voor hem voorbereid en van de koningin kreeg hij de titel "Markies van Los Castillejos". Vervolgens werd Prim de directeur van het Spaanse ingenieurscorps.
In Mexico gingen de gevechten tussen de liberale troepen van de regering-Juárez en de conservatieve troepen van de regering-Miramón onverminderd door en in 1861 werd de Spaanse ambassadeur uit Mexico verdreven. Toen Mexico de hoge staatsschuld niet meer terug wou betalen, ging dit de Franse en Britse schuldeisers te ver. In oktober 1861 besloten Spanje, het Verenigd Koninkrijk en Frankrijk bij de conventie van Londen om een interventie in Mexico uit te voeren. Prim leidde in Mexico een Spaans expeditiecorps en toen hij aankwam in Havana kreeg hij te horen dat een troepencontingent onder kapitein-generaal Francisco Serrano met succes de Mexicaanse steden San Juan de Ulúa en Veracruz ingenomen hadden.
Ook Prim kwam begin 1862 in Veracruz aan. De Spaanse troepen leefden er echter in ongezonde omstandigheden en algauw brak er onder de troepen gele koorts uit. De troepen werden gedecimeerd en de verdere expeditie van het Mexicaanse binnenland liep uit op een catastrofe. Vervolgens vroeg hij aan de regering-Juárez de toestemming om het verblijfskamp van de troepen te verplaatsen naar Orizaba, maar kreeg lange tijd geen antwoord. Vervolgens wendde Prim zich tot zijn schoonbroer, de Mexicaanse minister Echevarria, en verkreeg zijn toestemming om het verblijfskamp te verplaatsen.
In Orizaba gebeurde de Convención de la Soledad waarbij de Franse keizer Napoleon III bekendmaakte dat hij van Mexico een keizerrijk wou maken onder leiding van de Oostenrijkse aartshertog Maximiliaan en vroeg aan Prim om dit plan te steunen. Op 15 april 1862 werd er hem door Franse onderhandelaars medegedeeld dat de conservatieven, die de regering-Juárez bekampten, voor het plan van Napoleon III waren. Vervolgens beschuldigde Juárez Prim ervan dat hij zichzelf tot keizer wou laten kronen. Prim weerlegde deze beschuldigen en kondigde aan dat de Spaanse troepen terugkeerden naar Spanje, wat in Engeland ook al gebeurd was, om de Fransen zeker niet onbewust te helpen. Op 25 april 1862 werd zijn aankondiging door de Spaanse regering aanvaard en koningin Isabella sprak zich uit tegen de kandidatuur van de Oostenrijkse prins Maximiliaan als keizer van Mexico. Prim keerde vervolgens terug naar Spanje, waar hij wegens zijn handelingen en houding vijandig ontvangen werd.

### Politieke intriges in Spanje (1862-1868)
In Spanje legde Prim in 1862 zijn ambt van directeur-generaal van het ingenieurscorps neer en na de val van de regering O'Donnell eind 1863 verliet hij de Liberale Unie om opnieuw lid te worden van de Progressistische Partij. In 1864 werd koningin Isabella II de peettante van Prims dochter Isabel.
Bij de verkiezingen van november 1863 kwamen de progressisten niet op, waardoor Prim andere wegen moest zoeken om in de regering te geraken, bijvoorbeeld door het leger te benaderen. Voor 6 juni 1864 werd er een staatsgreep gepland, die uiteindelijk niet doorging, wat twee maanden nadien eveneens het geval was. In augustus 1864 ontdekte de regering dit, waarna hij wegens samenzwering in ballingschap werd gestuurd. Prim weigerde echter naar het buitenland te gaan, waarna hij in Oviedo onder huisarrest werd geplaatst. Er werd hem echter amnestie verleend door de nieuwe regering onder leiding van Narváez. Bij de verkiezingen eind 1864 nam de progressisten opnieuw niet deel.
In 1865 gebeurden er repressiemaatregelen door de regering tegen kritische krachten, die zich onder andere inzetten voor democratie en die ijverden voor de verkoop van staatsbezit om de financiering van de begroting en de staatsschuld op te lossen. Het werd verschillende universiteitsprofessoren (waaronder Emilio Castelar) verboden om in het openbaar hun mening te verkondigen. Op 10 april 1865 kende deze repressie een hoogtepunt toen studentenprotesten, door progressistische kringen op gang gebracht werden, op een bloedige manier werden neergeslagen door de Koninklijke Garde en de cavalerie. Volgens de linkse pers vielen er hierbij veertien doden en heel veel gewonden.
Vervolgens startte Prim een nieuwe samenzwering op en probeerde hij in Valencia een staatsgreep te plegen. Deze mislukte echter en Prim moest vluchten naar Frankrijk.
Al gauw ontsloeg de koningin Narváez als eerste minister, waarna O'Donnell opnieuw premier van Spanje werd. Die liet alle beschuldigingen en alle bedreigingen tegen Prim vallen, waarna die terug kon keren naar Spanje. Tegen de verwachtingen van de nieuwe regering in pleegde Prim op 2 januari 1866 opnieuw een staatsgreep, die opnieuw mislukte. Vervolgens moest hij samen met zijn medestanders opnieuw vluchten, waarna Prim op 20 januari Portugal bereikte. Hij werd echter al snel uitgewezen in Portugal, waarna hij eerst naar Londen en later naar Parijs ging. Daar kwam hij tot het inzicht dat hij in Spanje aan de macht kon komen door een revolutie gesteund door het volk en niet door een progressistische staatsgreep.
Toch vond er op 21 juni 1866, met burgers als deelnemers, opnieuw een staatsgreep in Madrid plaats, meer bepaald bij de kazerne San Gil. Hier ondersteunden de onderofficiers de opstand ook. Regeringsgezinde troepen konden de opstand al gauw onderdrukken en de meeste deelnemers aan de opstand werden doodgeschoten. Prim, die waarschijnlijk premier zou geworden zijn moest de opstand geslaagd zijn, verbleef echter nog steeds in Frankrijk. Kort nadien werd hij door Frankrijk uitgewezen en vestigde hij zich in het Zwitserse Genève.
Vanuit Genève riep Prim een vergadering van progressistische en democratische vertegenwoordigers van Spanje in het Belgische Oostende, die in augustus 1866 plaatsvond. In Oostende werd er een comité onder leiding van Prim opgericht dat belast werd met het voorbereiden van een staatsgreep in Spanje, die in augustus 1867 zou moeten plaatsvinden. Vervolgens ging hij naar Brussel, dat hij op 15 augustus 1867 verliet en vertrok naar Valencia. De geplande opstand brak echter niet uit, waarna Prim naar Marseille ging. Van daaruit zou hij dan na een gegeven tijd terug naar Spanje gaan. In september ging hij al terug naar Genève, nadat de opstand definitief afgelast werd. Intussen in Spanje vreesde koningin Isabella II voor een opstand en benoemde ze een regering die vooral uit progressisten bestond.
In een periode van één jaar stierven zowel de leider van de Liberale Unie, Leopoldo O'Donnell, als het kopstuk van de gematigden, Ramón Narváez. De nieuwe leiders van deze partijen werden Francisco Serrano voor de Liberale Unie en Luis González Bravo. De nieuwe kopstukken van de Liberale Unie werden admiraal Juan Bautista Topete en generaal Juan de Zavala y de la Puente. Topete was voor een dynastiewissel en het aanstellen van de Franse hertog van Montpensier als de nieuwe Spaanse koning. De progressisten vroegen Prim om Topetes plan te ondersteunen, maar hij negeerde het. Nadat Napoleon III verklaarde neutraal zijn in de binnenlandse zaken van Spanje, vestigde Prim zich in Vichy, maar al gauw ging hij naar Londen. Daar namen zijn contacten met verschillende generaals toe en werd er gepland om de monarchie onder leiding van koningin Isabella II ten val te brengen.

### De succesvolle revolutie van 1868
Op 12 september 1868 verliet hij, verkleed als dienaar, ter boot Londen om naar Gibraltar te gaan en zo in Cádiz te geraken. Op 17 september 1868 vond in Cádiz onder leiding van admiraal Topete een Pronunciamiento plaats, die zich de volgende dagen over de hele provincie Cádiz verspreidden. Op 19 september verscheen Prim in Cádiz en werd met gejuich ontvangen. Vervolgens werd er in Cádiz onder leiding van Topete een junta gevormd, bestaande uit leden van de Liberale Unie, de Progressisten en de Democratische Partij. De volgende dagen werd er eveneens een junta gevormd in Málaga, Almería, Cartagena, Valencia en Barcelona. Verschillende republikeinen en progressisten in ballingschap mochten terugkeren naar Spanje. Vervolgens begaf Prim zich naar Madrid.
In Madrid had generaal Serrano op 28 september 1868 de koninklijke troepen bij Alcolea verslagen, waarna Isabella II Spanje ontvluchtte en afgezet werd. Prim trok op 7 oktober Madrid binnen en werd één dag later minister van Binnenlandse Zaken in de voorlopige regering die geleid werd door Serrano. Op 27 oktober werd hij benoemd tot kapitein-generaal van het leger. Bij de verkiezingen in januari 1869 behaalden de progressisten, in kartel met de gematigde democraten, een zeer goed resultaat en hierbij speelde Prim als leider van de progessisten een belangrijke rol. Er kwam een nieuwe grondwet waarbij de monarchie behouden werd als staatsvorm. Omdat er voorlopig nog geen koning was, werd Serrano benoemd tot regent. Omdat deze functie zeer prestigieus was, aanvaardde Serrano het regentschap, hoewel hij er niet erg veel invloed mee kon uitoefenen. Prim zelf werd in 1869 benoemd tot eerste minister en hij nam ook het ministerschap van Oorlog op zich. Zijn kabinet bevatte evenveel progressisten als leden van de Liberale Unie.

### De zoektocht naar een nieuwe Spaanse koning (1869-1870)
Als nieuwe Spaans monarch wilden de progressisten graag prins Ferdinand van Saksen-Coburg, terwijl de unionisten voor de kandidatuur van de hertog van Montpensier waren. De kandidatuur van deze eerste werd echter al gauw uitgesloten, omdat prins Ferdinand een morganatisch huwelijk was aangegaan met een danseres en omdat hij als weduwnaar van de Portugese koningin Maria II ook nog de kans had om de Portugese koningstroon te bestijgen, waar de Spanjaarden niet van wilden weten.
Prim wees de kandidatuur van de hertog van Montpensier energiek af, omdat hij tot de familie Bourbon behoorde (waar de vroegere koningin Isabella II ook lid van was) en omdat Prim wilde dat de Bourbons uitgesloten moesten worden om de Spaanse troon te bestijgen. Vervolgens bood hij de kroon aan aan de Italiaanse hertog en koningszoon Amadeus van Aosta en aan prins Leopold van Hohenzollern-Sigmaringen, die beiden weigerden. Vervolgens bood Prim de troon aan de 16-jarige hertog van Genua aan. De liberale generaal Topete wilde diens kandidatuur goedkeuren, maar op voorwaarde dat de hertog van Genua met een dochter van de hertog van Montpensier zou trouwen. De Cortes keurde de kandidatuur van de hertog van Genua goed met een grote meerderheid, maar de hertog van Genua besloot de Spaanse troon niet aan te nemen.
Vervolgens bood Prim de kroon aan aan Baldomero Espartero, die nog regent was geweest in de tijd dat Isabella II nog minderjarig was. Espartero, die inmiddels al 78 jaar oud was, weigerde dit echter. Vervolgens wendde Prim zich opnieuw tot Leopold van Hohenzollern, die ditmaal niet weigerde en zich beschikbaar verklaarde voor de Spaanse kroon als twee derde van de afgevaardigden in de Cortes voor zijn kandidatuur stemden. De toezegging van Leopold was echter al gebeurd nadat de Cortes ontbonden werd omdat de legislatuur was afgelopen. Tegen de kandidatuur van Leopold kwam er echter tegenstand vanuit Frankrijk, om de Fransen niet wilden dat er iemand uit Pruisen de Spaanse troon zou bestijgen. Uiteindelijk liepen de spanningen zodanig op dat Leopold van Hohenzollern-Sigmaringen zijn kandidatuur om koning van Spanje te worden introk. Vooral in mei en juni 1870 was er veel gekonkel tussen de Franse en Pruisische regering over de kandidaten van de Spaanse koningstroon die zou leiden tot de Frans-Duitse Oorlog.
Vervolgens trok Prim opnieuw naar Amadeus van Aosta, die nu wel bereid was om de Spaanse troon te aanvaarden. Alle Europese grootmachten gaven hun toestemming en de hertog van Aosta werd op 26 november 1870 met een groot aantal stemmen door de Cortes tot koning verkozen. Op 27 december 1870 zou Amadeus I dan Italië verlaten en naar Spanje reizen om beëdigd te worden.
Die 27e december, 's avonds, werd Prim na de parlementaire zitting in zijn koets door meerdere mannen (die tot nu toe nog onbekend zijn gebleven) tegengehouden en vervolgens beschoten. Volgens velen overleed hij op 30 december 1870 aan de gevolgen hiervan, nadat hem medegedeeld werd dat Amadeus I in Spanje was aangekomen.
Op 19 november 2012 maakte de gerechtsgeneeskundige faculteit van de universiteit van Reus het door foto's verkregen resultaat van onderzoeken op het op natuurlijke wijze gemummificeerde lichaam van Juan Prim. Hierbij werd vastgesteld dat Prim niet overleed aan de gevolgen van zijn schotwonden, maar als gevolg van wurging met een touw of een lederen riem.
 Het zou dus kunnen dat de aanslagplegers, nadat Prim de aanslag overleefde, de koets waarin de gewonde Prim zat, gevolgd zouden zijn naar het Palacio de Buenavista, waar toen het ministerie van Oorlog gevestigd was. Mogelijk hebben de aanslagplegers daar dezelfde nacht nog Prim via wurging om het leven gebracht.
De achtergronden van de aanslag werden nooit volledig opgeklaard en zijn onduidelijk gebleven. Sommigen noemen het republikeinse parlementslid José Paúl y Angulo als de opdrachtgever voor de moord, maar ook Serrano en de hertog van Montpensier worden soms als opdrachtgever vernoemd. Dit laatste heeft men noch kunnen uitsluiten, noch kunnen bewijzen.
- Biblioteca Nacional de España: XX1146877
- Bibliothèque nationale de France: cb121806614 (data)
- Catàleg d'autoritats de noms i títols de Catalunya: 981058517184906706
- Gemeinsame Normdatei: 116290498
- International Standard Name Identifier: 0000 0000 7729 1601
- Library of Congress Control Number: n84026255
- Nationale Bibliotheek van Tsjechië: pna2016930921
- Nationale Bibliotheek van Israël: 987007515148305171
- Nederlandse Thesaurus van Auteursnamen: 071965394
- Système universitaire de documentation: 030380480
- Virtual International Authority File: 32040070
- WorldCat: E39PBJjMGrfRk9tgMF8CwgtxjC